# Volvo 960
Volvo 960 — легковий автомобіль бізнес-класу виробництва шведської компанії Volvo, що є преміальним напрямом моделі Volvo 940. Належить до європейського сегменту Е. Випускався в кузовах седан та універсал. Кузовні ательє випускали також лімузини і шестидверні седани. Подальшим розвитком моделі стала версія S90.

## Історія

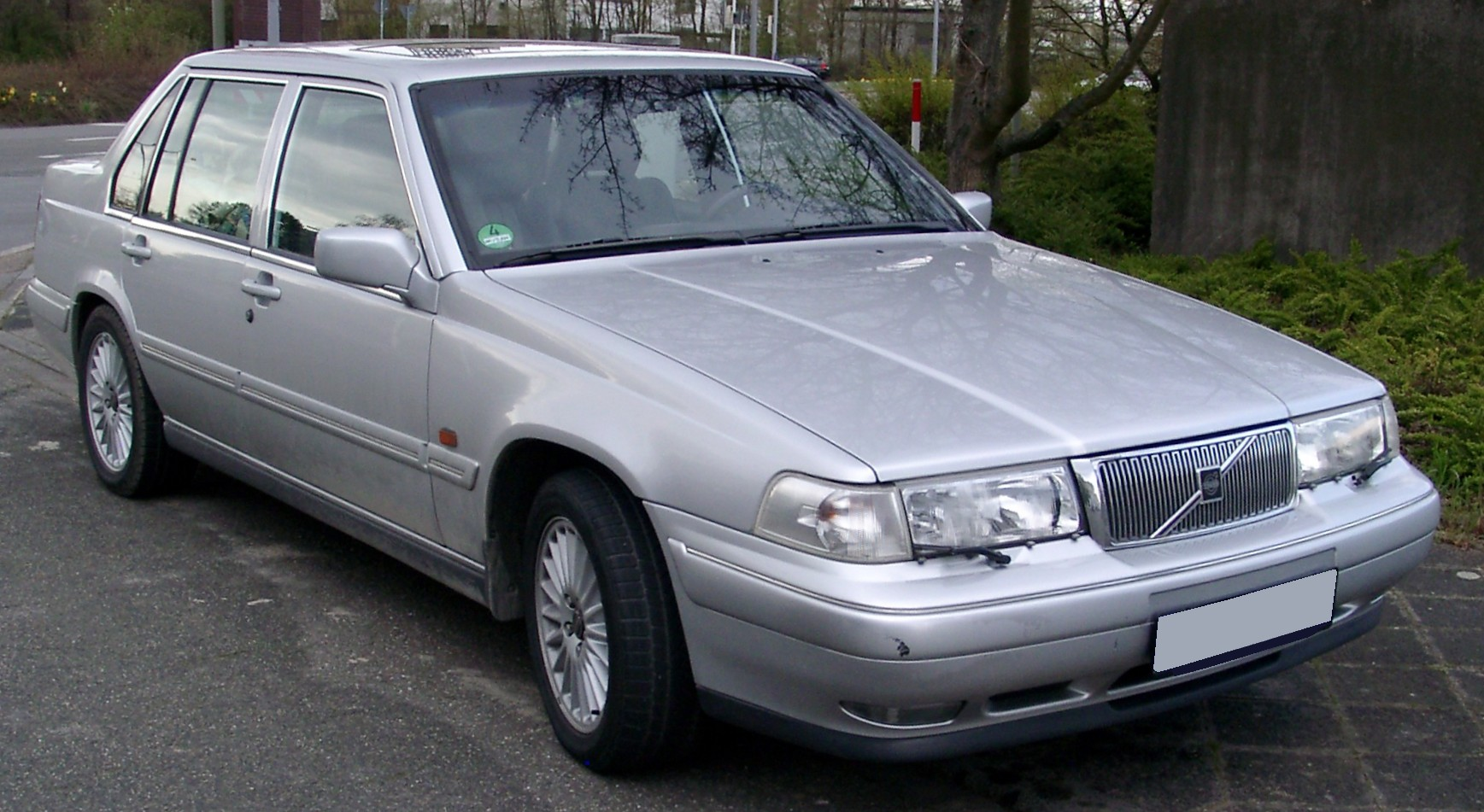
Volvo 960 седан (1994-1997)

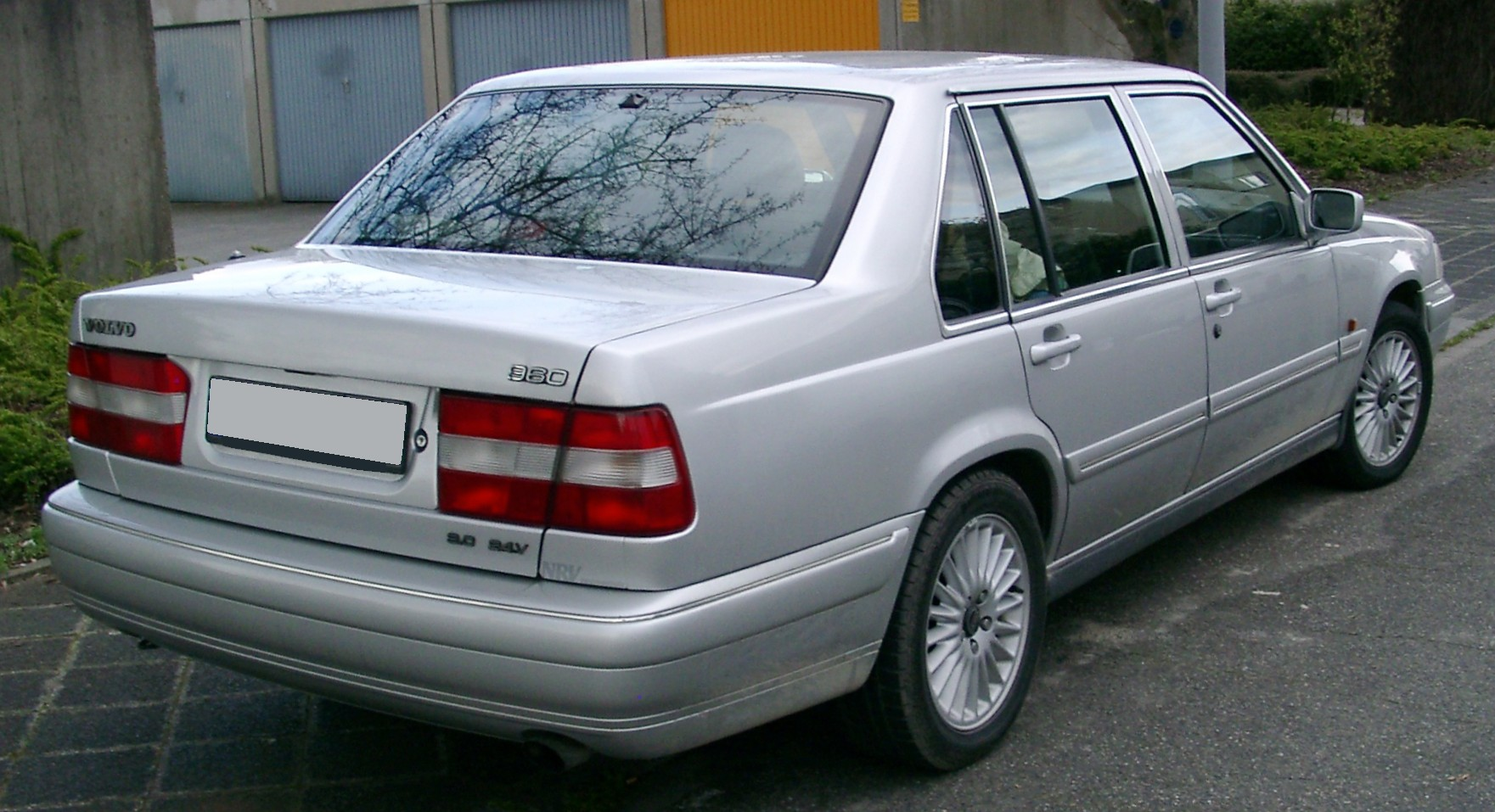
Volvo 960 седан

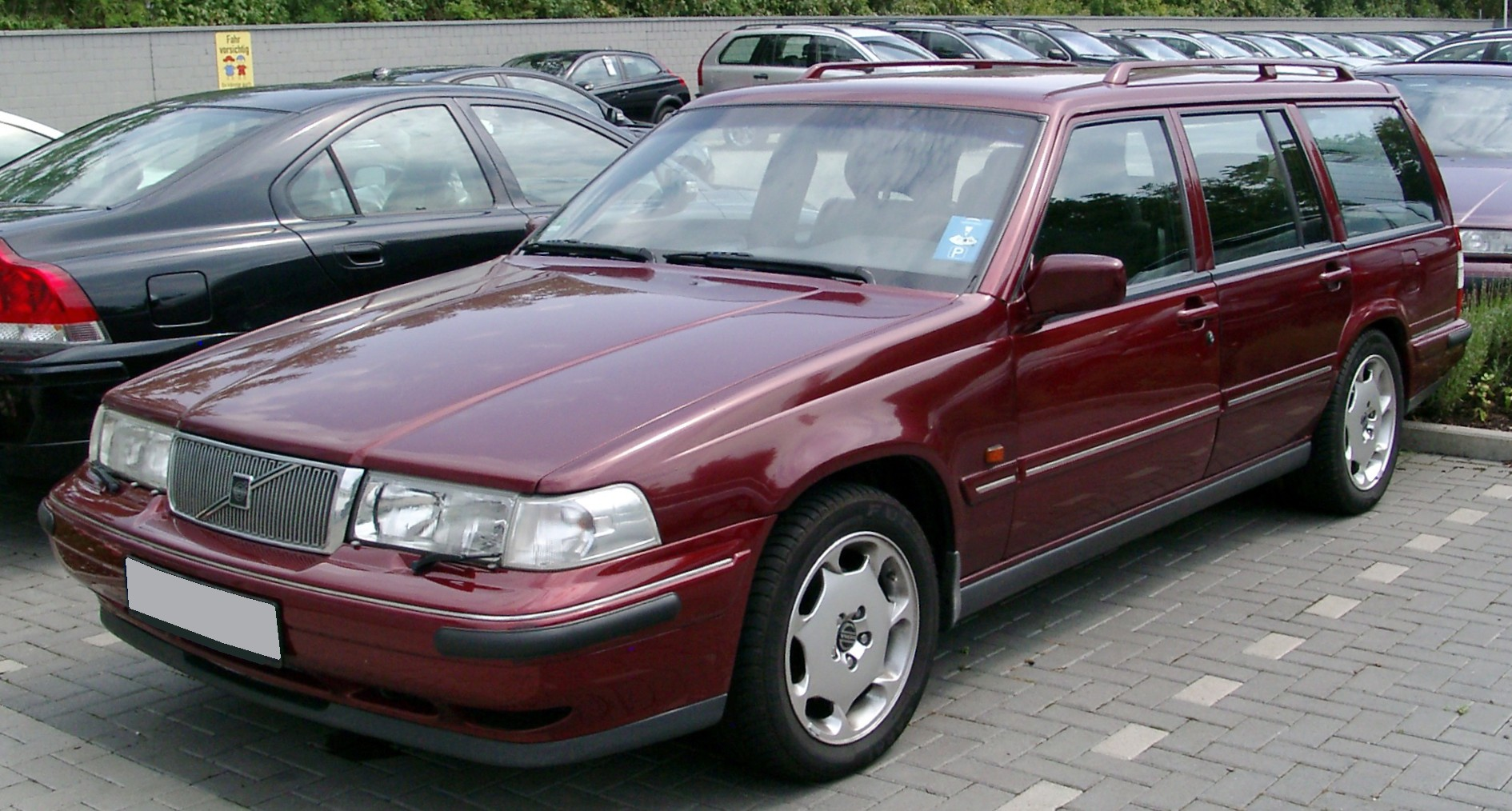
Volvo 960 універсал

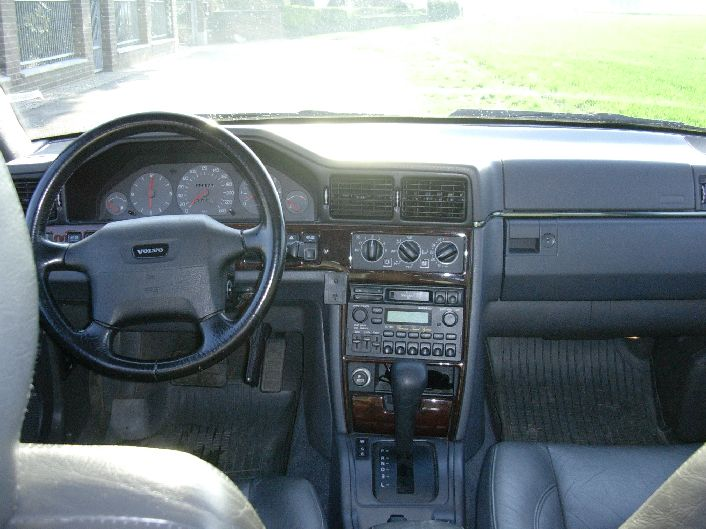
Салон Volvo 960

Volvo 960 випускався з осені 1990 року, змінивши на конвеєрі попередню флагманську модель 760 марки Volvo. З червня 1994 року переніс перший рестайлінг, який торкнувся зовнішнього вигляду автомобіля, зокрема з'явилися нові фари з безбарвними розсіювачами покажчиків повороту, за модою тих років, змінилися задні ліхтарі, з'явилися хромовані окантовки вікон та дверей. Виробництво моделі тривало до кінця 1997 року, коли після другого рестайлінгу автомобіль став називатися Volvo S90, у зв'язку з новою системою позначень моделей автомобілів Volvo, де літера позначає типу кузова, а цифра модель. Усього з осені 1990 по грудень 1997 року було випущено 112,710 седанів та 41,619 універсалів.
У топовій комплектації "Royal" існувала можливість замовити два окремі крісла з підігрівом замість заднього дивана. Крім того, різні кузовні ательє створили цілий ряд лімузинів і шестидверних седанів преміум-класу.

## Двигуни
- 2.0 L B204E I4
- 2.0 L B204F I4
- 2.0 L B204FT turbo I4
- 2.0 L B204GT turbo I4
- 2.3 L B230FT turbo I4
- 2.4 L Volkswagen D24TIC turbodiesel I6
- 2.5 L B6244 I6
- 2.5 L B6254 I6
- 2.8 L PRV B280E V6
- 2.8 L PRV B280F V6
- 2.9 L B6304 I6